# Joaquín Piña Batllevell
Joaquín Piña Batllevell SJ (Sabadell, 25 de maio de 1930 - Buenos Aires, 8 de julho de 2013) foi bispo de Puerto Iguazú.
Ingressou na Companhia de Jesus e foi ordenado sacerdote em 10 de dezembro de 1961. Ele foi enviado para o Paraguai, onde trabalhou intensamente no trabalho social para agricultores e promoveu a formação dos sindicatos agrícolas que se opunham ao regime de Stroessner em questões de propriedade da terra.
Em 16 de junho de 1986, o Papa João Paulo II o nomeou Bispo de Puerto Iguazú. O Bispo de Posadas, Jorge Kémérer SVD, o sagrou em 16 de agosto do mesmo ano; Os co-consagrantes foram Celso Yegros Estigarribia, Bispo de Carapeguá, e Miguel Hesayne, Bispo de Viedma.
Em 3 de outubro de 2006, o Papa Bento XVI acatou seu pedido de demissão por idade. Ele morreu em 8 de julho de 2013 no Hospital Austral em Buenos Aires por complicações de um ataque cardíaco.